# Де Смедт, Ярно
Ярно Де Смедт (нидерл. Jarno de Smedt; род. 4 января 2000, Борнем, Фламандский регион) — бельгийский лучник, специализирующийся в стрельбе из олимпийского лука. Участник Олимпийских игр.

## Биография
Ярно де Смедт родился 4 января 2000 года в Борнеме.

## Карьера
В 2018 году Ярно де Смедт выступил на этапе Кубка мира в Берлине, но проиграл в первом раунде. На чемпионате Европы в Легнице бельгиец остановился в 1/8 финала в команде, 1/16 финала в миксте и индивидуальном первенстве.
В 2019 году Ярно участвовал на двух этапах Кубка мира, добравшись до 1/8 финала в Берлине, но в Шанхае выбыл в первых раундах. На Европейских играх в Минске выступил не лучшим образом в миксте, став лишь 19-м, а в индивидуальном турнире выбыл на стадии 1/32 финала.
Занял 17-е место в личном турнире и 9-е в команде на чемпионате Европы 2021 года в Анталии. В июне 2021 года вместе с Сенна Роосом и Беном Адриансеном он вышел в финал этапа Кубка мира в Париже в командном турнире. На этом турнире разыгрывалась квота на основе рейтинга на Летние Олимпийские игры в Токио, и для квалификации в командном турнире надо было побеждать, но немцы в финале оказались сильнее и сохранили за собой место в командном первенстве, и, соответственно, три места в личном. Де Смедт, в то же время, прошёл квалификацию на основе своего индивидуального рейтинга.
На Олимпийских играх в Токио Ярно де Смедт победил в первом раунде плей-офф японца Юки Кавата со счётом 6:2, однако во втором матче после пяти сетов была ничья, а сильнее оказался китайский соперник Ярно, Ли Цзялунь.